# Aleksander Kołodziejczyk
Aleksander Marian Kołodziejczyk (ur. 8 czerwca 1942 w Bielsku) – chemik polski, profesor nauk chemicznych, wykładowca Politechniki Gdańskiej, a w latach 1996–2002 rektor.

## Życiorys
Studia magisterskie ukończył w 1966 na Politechnice Śląskiej w Gliwicach. Po studiach przeniósł się do Gdańska, gdzie w 1966 roku został pracownikiem Wydziału Chemicznego Politechniki Gdańskiej. Doktorat obronił w 1973, a habilitację w 1979, obydwa na Politechnice Gdańskiej. 18 października 1993 otrzymał tytuł naukowy profesora nauk chemicznych.
Od roku 1966 związany jest zawodowo z Politechniką Gdańską. W 1981 r. został powołany na stanowisko docenta, na stanowisko profesora nadzwyczajnego w 1991 r., a na stanowisko profesora zwyczajnego w 1997 r. W latach 1990–1996 był dyrektorem Instytutu Chemii Organicznej i Technologii Żywności. Od roku 1980 do 1988 był prorektorem ds. kształcenia Politechniki Gdańskiej, a następnie przez dwie kadencje rektorem uczelni (1996–2002). W latach 1996–2002 był Przewodniczącym Rady Rektorów Pomorza Gdańskiego, a w latach 1999–2002 pełnił funkcję wiceprzewodniczącego Konferencji Rektorów Uczelni Technicznych. W latach 2005–2011 pełnił obowiązki kierownika Studium Doktoranckiego na Wydziale Chemicznym PG.
W trakcie sprawowania funkcji rektora PG dużo wysiłku włożył w rozwój kadry dydaktycznej, podwyższyła się w tym okresie liczba uczestników studiów doktorskich, wzrosła też liczba profesorów tytularnych.
Położył nacisk na inwestycje, powstało wiele nowych sal dydaktycznych i centralne laboratorium komputerowe. W 1999 roku oddano do użytku Audytorium Novum, nowoczesne centrum dydaktyczno-konferencyjne, które przez kilka lat służyło również za salę koncertową Polskiej Filharmonii Bałtyckiej. Audytorium Novum było pierwszą od 20 lat dużą inwestycją budowlaną na Politechnice Gdańskiej. W 2002 roku zakończona została budowa gmachu Wydziału Zarządzania i Ekonomii. Prof. Kołodziejczyk zainicjował też wymianę dachów kilku uczelnianych budynków, w tym Gmachu Głównego (1 ha powierzchni), przeprowadził generalny remont większości domów studenckich, w Brzeźnie wybudowano nowy akademik. Z jego inicjatywy rozpoczęto prace przygotowawcze do budowy nowego gmachu dla Wydziału Elektroniki, Telekomunikacji i Informatyki oraz przebudowy dziedzińców w Gmachu Głównym.
Jego zasługą jest rozkwit życia kulturalnego na uczelni. Skupił się przede wszystkim na organizowaniu koncertów. Politechnika Gdańska od końca lat 90. XX wieku organizuje ponad 20 cyklicznych koncertów rocznie. Na PG gościły takie sławy, jak Rafał Blechacz czy Krzysztof Penderecki.
Prowadzi badania naukowe z zakresu: chemii organicznej, syntezy organicznej, związków naturalnych ze szczególnym uwzględnieniem aminokwasów, peptydów, cukrów oraz zanieczyszczeń organicznych w środowisku.
Odbył staże zagraniczne w Szwecji (1965) oraz w Medical College of Ohio w USA (1979–1980 i 1988–1990).

## Dorobek naukowy
Na dorobek prof. Kołodziejczyka składają się: 114 publikacji, 123 komunikaty konferencyjne drukowane jako streszczenia, 4 książki i skrypty, 58 artykułów publicystycznych oraz 5 wdrożonych patentów.
Od 2009 r. redaktor działu w zakresie biotechnologii i technologii organicznej miesięcznika „Przemysł Chemiczny”.

## Wyróżnienia
- W 2001 odznaczony przez prezydenta Aleksandra Kwaśniewskiego Krzyżem Oficerskim Orderu Odrodzenia Polski[7]
- W 2019 otrzymał srebrny medal Gloria Artis[8]